# Plemyria parvula
Plemyria parvula là một loài bướm đêm trong họ Geometridae.